# Judalana lutea
Judalana lutea là một loài nhện trong họ Salticidae.
Loài này thuộc chi Judalana. Judalana lutea được Rix miêu tả năm 1999.